# Frank Banda
Frank Banda (sinh ngày 12 tháng 1 năm 1991) là một cầu thủ bóng đá người Malawi thi đấu ở vị trí tiền vệ.
Vào ngày 23 tháng 1 năm 2015, Banda gia nhập CD Costa do Sol theo dạng cho mượn 1 mùa giải.

## Sự nghiệp quốc tế

### Bàn thắng quốc tế
Tỉ số và kết quả liệt kê bàn thắng của Malawi trước.
| #  | Ngày                 | Địa điểm                                    | Đối thủ  | Tỉ số | Kết quả | Giải đấu                            |
| -- | -------------------- | ------------------------------------------- | -------- | ----- | ------- | ----------------------------------- |
| 1. | 17 tháng 11 năm 2010 | Sân vận động Kamuzu, Blantyre, Malawi       | Rwanda   | 1–1   | 2–1     | Giao hữu                            |
| 2. | 28 tháng 5 năm 2012  | Sân vận động Amaan, Zanzibar City, Zanzibar | Zanzibar | ?–?   | 1–1     | Friendly                            |
| 3. | 10 tháng 9 năm 2014  | Sân vận động Kamuzu, Blantyre, Malawi       | Ethiopia | 2–1   | 3–2     | Vòng loại Cúp bóng đá châu Phi 2015 |